# Municipio de Monroe (condado de Putnam, Ohio)
El municipio de Monroe (en inglés: Monroe Township) es un municipio ubicado en el condado de Putnam en el estado estadounidense de Ohio. En el año 2010 tenía una población de 2131 habitantes y una densidad poblacional de 22,92 personas por km².

## Geografía
El municipio de Monroe se encuentra ubicado en las coordenadas 41°7′6″N 84°16′42″O / 41.11833, -84.27833. Según la Oficina del Censo de los Estados Unidos, el municipio tiene una superficie total de 92.96 km², de la cual 92.69 km² corresponden a tierra firme y (0.29%) 0.27 km² es agua.

## Demografía
Según el censo de 2010, había 2131 personas residiendo en el municipio de Monroe. La densidad de población era de 22,92 hab./km². De los 2131 habitantes, el municipio de Monroe estaba compuesto por el 98.36% blancos, el 0.14% eran afroamericanos, el 0.05% eran amerindios, el 0.09% eran asiáticos, el 0.09% eran isleños del Pacífico, el 0.8% eran de otras razas y el 0.47% pertenecían a dos o más razas. Del total de la población el 2.44% eran hispanos o latinos de cualquier raza.